# إلين رادفورد
إلين رادفورد (بالإنجليزية: Elaine Radford)‏ هي كاتِبة أمريكية، ولدت في 1958.